# Drosophila mediopunctata
Drosophila mediopunctata este o specie de muște din genul Drosophila, familia Drosophilidae, descrisă de Dobzhansky Pavan în anul 1943. Conform Catalogue of Life specia Drosophila mediopunctata nu are subspecii cunoscute.